# 8.8 cm PaK 43/41
8.8 cm PaK 43/41は、第二次世界大戦中にドイツ国防軍で採用された口径88mmの対戦車砲である。

## 概要
1943年、クルップ社により開発された新型対戦車砲型が8.8 cm PaK 43が採用された。これは当時存在したあらゆる敵戦車を撃破可能な強力なものであったが、砲身の生産ペースに比べ、全周旋回が可能な十字型砲架の生産が遅延ぎみであった。前線では強力な対戦車砲が早急に求められていたため、この砲身と砲弾を流用した、すぐに量産可能な対戦車砲をラインメタル社が開発することとなった。
71口径の砲身はそのままだったがPaK 43とは異なり、同社の7.5 cm PaK 40のものを砲弾に合わせ拡大した、撃発装置と水平鎖栓式の半自動式閉鎖機が使われた。砲架は10.5cm leFH 18のものをベースに拡大・改良したもの、砲脚は10.5 cm leFH 18から流用、転綸は15cm sFH 18から流用と、既成の砲の設計や部品を極力利用して作られていた。これは前述のように早急に生産可能にするための工夫であり、砲の生産コストを下げることが目的というわけではなかった。
砲身と砲弾が同じため、攻撃力もPaK 43と同等である。通常の被帽付徹甲榴弾であるPzGr 39/43を用いた場合、30度傾斜した装甲板に対しては、203mm（射程100m）/185mm（射程500m）/165mm（射程1000m）/148mm（射程1500m）/132mm（射程2000m）貫通できた。タングステン芯が仕込まれたPzGr40/43の場合、30度傾斜した装甲板に対しては、237mm（射程100m）/217mm（射程500m）/193mm（射程1000m）/171mm（射程1500m）/153mm（射程2000m）であった。
全体にPaK 40を大型化したような形であり、PaK 43とは異なり、射角は左右28度ずつであった。PaK 40ですら人力での迅速な移動が困難になっていたので、大型化したPaK 43/41では配置につけるだけでも重労働となった。このため大きく重いものを意味する「納屋の戸」の渾名を付けられている。また牽引車輌はPaK 43と同じで、5tハーフトラックや後継のsWS（重国防牽引車）、またはL4500Rマウルティーアなどであった。捕獲されたものがドイツ軍重戦車に対して使われたり、野砲代わりにされたのもPaK 43と同様であるが、生産数そのものが少ないため捕獲され活用された数もまた少なかった。
Pak 43/41は1943年3月から1944年8月までの間に計154門が軍に納入された。PaK 43の生産が安定しない期間、ピンチヒッターとして併行して生産されていたが、1944年に入ってからはPaK43の月間生産数が三桁を維持するようになり、PaK 43/41の生産は終了した。また本砲を自走砲用に改造したPaK 43/1も開発され、494門が対戦車自走砲ナースホルンに搭載された。

## 画像

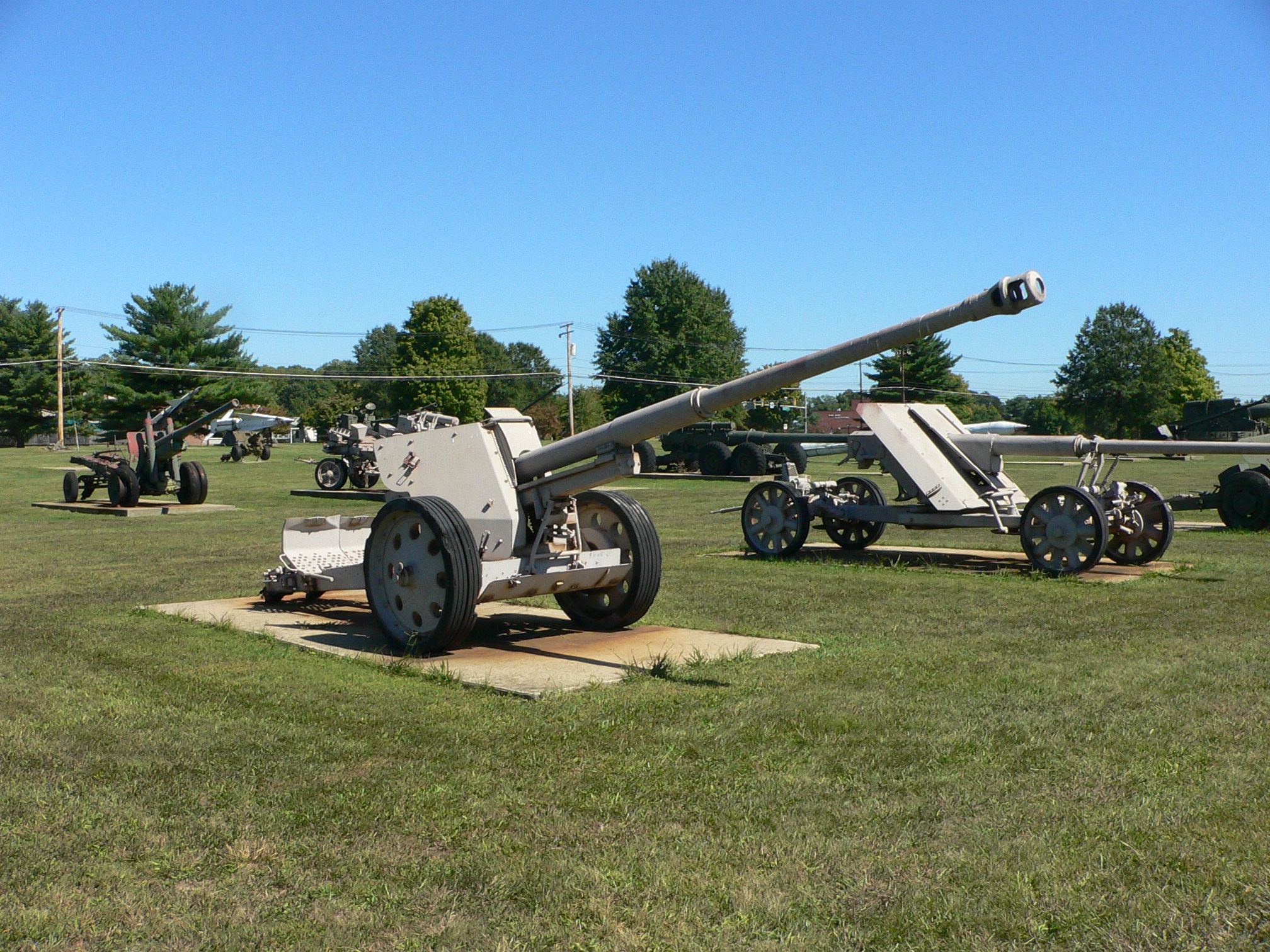
PaK 43と並んだPaK 43/41（アメリカ陸軍兵器博物館）
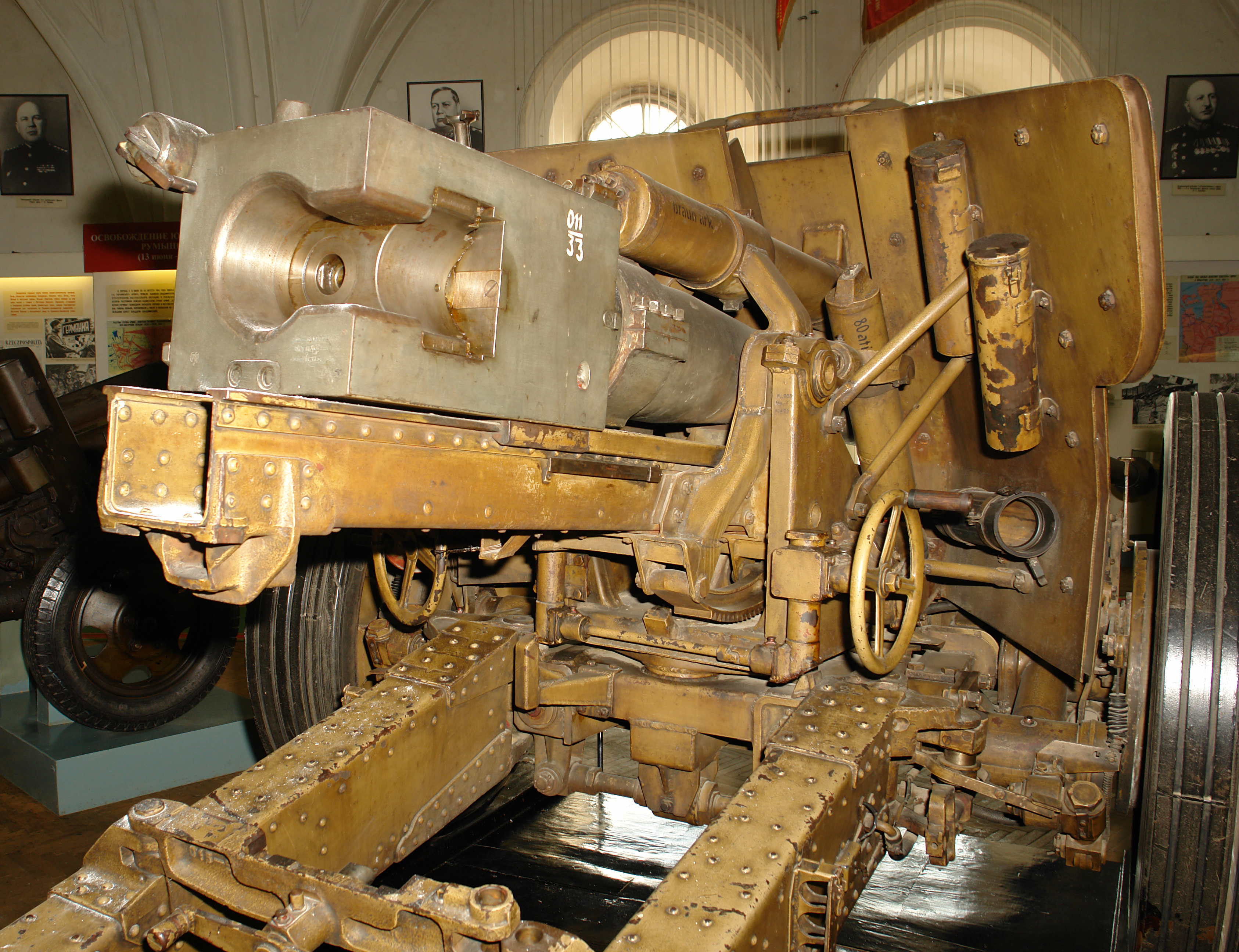
PaK 43とは大きく異なるPaK 43/41の 砲尾。PaK 40を拡大したような作りである。

## 参考資料
月刊グランドパワー 2007年10月号（ガリレオ出版）他